# Sarah Belzoni
Sarah Belzoni o Sarah Banne (enero de 1783 - Jersey, 12 de enero de 1870) fue una viajera y escritora inglesa.

## Primeros años
Sarah Banne nació en enero de 1783 en Brístol. Conoció a Giovanni Battista Belzoni y en 1812 la pareja contrató al irlandés James Curtin como criado. En 1813 se casó con Belzoni y viajaron por Inglaterra, donde su marido, que era excepcionalmente alto y apuesto, se exhibía como forzudo en las ferias. En 1815 la pareja viajó a Egipto.

## Egipto

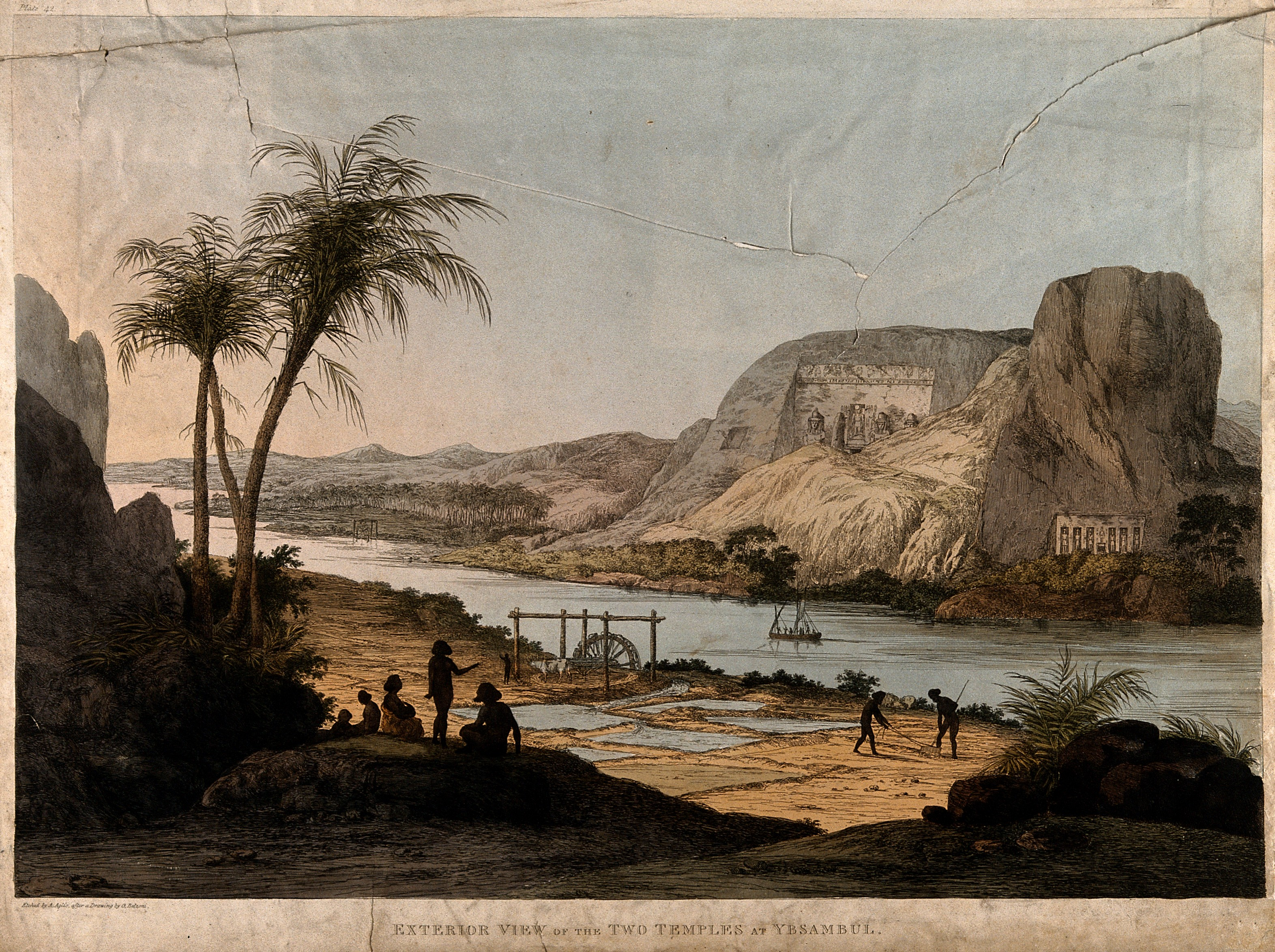
Abu Simbel: dos templos vistos desde el otro lado del río Nilo. Grabado coloreado de A. Aglio, 1820, según G. Belzoni. Colecciones iconográficas Palabras clave: Agostino Aglio; Giovanni Battista Belzoni; Gran Templo.

En Egipto vivieron a veces en barcos y otras veces en templos. Su marido la dejaba sola durante semanas o meses y ella se quedaba para hablar con las mujeres de la zona en cualquier idioma que hablasen. Pasó este tiempo documentando las vidas de las mujeres locales, y finalmente publicó Mrs. Belzoni's trifling account of the women of Egypt, Nubia, and Syria como parte de la obra de su esposo Narrative of the Operations and Recent Discoveries … in Egypt and Nubia, de 1820. Su trabajo fue el primero de su tipo sobre el tema.
En 1816, Sarah visitó a las mujeres del jefe local en los templos de Abu Simbel, cerca de Asuán. Señaló que aunque el jefe trataba mal a sus mujeres, ella fue tratada bien. En su relato, señaló detalles de la vida de las mujeres, desde sus posesiones hasta sus relaciones. La pareja regresó a Luxor, donde Belzoni dejó a Sarah en un hogar árabe, sin hablar el idioma y sin intérprete. Las mujeres de la aldea se acercaron a ella y la ayudaron a superar un ataque de oftalmia.
En 1818, Sara y Belzoni fueron a Jerusalén, uniéndose a la peregrinación del Jordán en mayo. Fue muy independiente de otros viajeros europeos, preocupada de que se llevaran el mérito de sus acciones. Estaba decidida a entrar en un templo musulmán, así que se vistió de hombre para evitar sospechas.

## Últimos años
Durante una expedición a Benín en 1823, su marido murió de disentería, dejándola en una difícil situación económica. En 1825 organizó una exposición de su trabajo en las tumbas tebanas en Leicester Square, Londres, pero no tuvo éxito y no logró aliviar sus dificultades monetarias. Tuvo que vender el botín y se quedó sin ingresos. Después de una larga campaña, sus partidarios le consiguieron una pensión de cien libras al año en 1851. Belzoni murió en Jersey el 12 de enero de 1870 y fue enterrada allí.